# 포항 보경사 원진국사비
포항 보경사 원진국사비(浦項 寶鏡寺 圓眞國師碑)는 대한민국 경상북도 포항시 북구 송라면 보경사에 있는 원진국사의 탑비이다. 1963년 1월 21일 대한민국의 보물 제252호로 지정되었다.

## 개요
보경사에 있는 고려 중기의 승려 원진국사의 탑비이다.
원진국사(1171∼1221)는 13세에 승려가 되어 명산을 두루 돌아다니며 수도를 하기도 하였고, 왕의 부름으로 보경사의 주지가 되었다. 51세로 입적하자 고종은 그를 국사(國師)로 예우하고, 시호를 ‘원진’이라 내리었다.
비는 거북받침돌 위로 비몸을 세운 간결한 모습으로, 비몸 윗부분의 양 끝을 접듯이 잘라 놓았는데, 이러한 모습은 당시에 유행하던 양식이다.
넓다란 바닥돌과 하나의 돌로 이루어진 거북받침돌은 여의주를 물고 있는 용머리를 하고 있다. 등에는 6각형의 무늬마다 ‘왕(王)’자를 질서정연하게 새겨놓았으며, 등 중앙에는 연꽃을 둘러 새긴 네모난 받침대를 조각하여 비몸을 끼워두게 하였다. 비몸의 둘레에는 덩굴무늬가 장식되어 있는데 이 역시 고려 중기의 특색이라 할 수 있다.
비문에는 원진국사의 생애와 행적이 기록되어 있으며, 글은 당시의 문신이었던 이공로가 지었고, 김효인이 글씨를 썼다. 비문에 의하면, 비가 완성된 것은 고종 11년(1224)으로 원진이 입적한 지 3년 후의 일이다.

## 특징
고려시대에 제작된 원진국사비는 당초문양(덩굴무늬)을 둘렀으며, 비상단귀점이 톡특한 형식으로 되어 있다. 원진국사(1187년~1221년)의 속성은 신씨, 호는 승형, 자는 영회이며, 13세에 희양산 봉암사의 동순에서 삭발하고 이듬해 금산사에서 구족계를 받았다. 희종 4년(1208년) 금강산 유점사에 머물다가 강종 3년에 삼중대사를 비수하고 고종 3년(1215년)에 대선사가 되어 보경사 주지가 되었다. 경진년 봄에 의종은 그의 사자를 삭발하여 대사에게 친속하게 하는 등 왕실의 신임을 받았고 우왕 9년에 입적하자 왕이 국사로 추증하고 시호를 원진이라 하였다. 비명은 통의대부 추밀원 우부승선성 국자감 대사성 사자금어대신 이공로가 짓고 글씨는 장사랑 대관서승 겸 보문각 교감 김효인이 썼다. 비석은 갓이 없고 신석양각을 귀접이한 독특한 형식으로 귀부와 대석은 단일석이고 비좌는 폭이 배면과 같은 정도의 넓이로 주위에 단변 44연변을 조각하였고, 귀갑은 6각형의 갑문내에 왕자를 질서있게 새겼으며, 귀두는 여의주를 물고 있는 용두화를 조각하였으며 신석 둘레에는 7.4센티미터의 당초문양을 장식하였다.

## 참고 자료
- 포항 보경사 원진국사비 - 국가유산청 국가유산포털
- 이 문서에는 다음커뮤니케이션(현 카카오)에서 GFDL 또는 CC-SA 라이선스로 배포한 글로벌 세계대백과사전의 내용을 기초로 작성된 글이 포함되어 있습니다.